# Algerije op de Olympische Zomerspelen 1988
Algerije nam deel aan de Olympische Zomerspelen 1988 in Seoul, Zuid-Korea. Voor het eerst in de geschiedenis vaardigde het Noord-Afrikaanse land vrouwen af naar de Olympische Spelen.

## Deelnemers en resultaten

### Atletiek
| Olympiër         | Discipline             | Resultaat | Prestatie                                                                    |
| ---------------- | ---------------------- | --------- | ---------------------------------------------------------------------------- |
| Azzeddine Brahmi | 3000m steeplechase (m) | 13e       | serie 2: 3e in 8.35,59 halve finale 2: 1e in 8.16,54 finale: 13de in 8.26,68 |
| Allaoua Khellil  | marathon (m)           | 35e       | finale: 2:21.12                                                              |
| Lotfi Kaida      | verspringen (m)        | 29e       | kwalificatie: 7,10m                                                          |
| Hakim Toumi      | kogelslingeren (m)     | 26e       | kwalificatie: 65,78m                                                         |
|                  |                        |           |                                                                              |
| Yasmina Azzizi   | zevenkamp (v)          | DNS       | -                                                                            |

### Boksen
| Olympiër       | Discipline | Resultaat | Prestatie                                                                                           |
| -------------- | ---------- | --------- | --------------------------------------------------------------------------------------------------- |
| Yacine Cheikh  | -48kg (m)  | 33e       | 1e ronde: V van ESA Martinez: 0-5                                                                   |
| Benaissa Abed  | -51kg (m)  | 5e        | 2e ronde: W van MAR Moukrine: 3-2 3e ronde: W van UGA Nsubuga: 3-2 kwartfinale: V van GDR Tews: 0-5 |
| Slimane Zengli | -54kg (m)  | 9e        | 1e ronde: W van ANG Gomes: 5-0 2e ronde: W van BRA Santana: 5-0 3e ronde: V van URS Artemev: 0-5    |
| Azzedine Said  | -60kg (m)  | 9e        | 1e ronde: W van ZAM Mbao: knock-out 2e ronde: W van BOT Kubuitsile 3e ronde: V van EGY Regazy: 0-5  |
| Meziane        | -71kg (m)  | 33e       | 1e ronde: V van PAK Shah: knock-out                                                                 |
| Ahmed Dine     | -75kg (m)  | 17e       | 2e ronde: V van HUN Fuzesy: 0-5                                                                     |

### Gewichtheffen
| Olympiër        | Discipline | Resultaat | Prestatie                                                      |
| --------------- | ---------- | --------- | -------------------------------------------------------------- |
| Azzedine Basbas | -56kg (m)  | 10e       | trekken: 11e met 107,5kg stoten: 11e met 137,5kg totaal: 245kg |

### Handbal
| Olympiër | Discipline | Resultaat | Prestatie |
| --- | ---------- | --------- | --------- |
| Makhlouf Aït Hocine Omar Azeb Benali Beghouach Abdeslam Benmaghsoula Mahmoud Bouanik Salah Bouchekriou Abdelhak Bouhalissa Brahim Boudrali Mourad Boussebt Ahcene Djeffal Sofiane Draouci Fethnour Lacheheb Zineddine Mohamed Seghir Kamel Ouchia | mannen     | 10e       |           |

| Groep A |                  |             |             |             |             |            |            |            |        |
| #       | Land             | Wedstrijden | Wedstrijden | Wedstrijden | Wedstrijden | Doelpunten | Doelpunten | Doelpunten | Punten |
| #       | Land             | G           | W           | G           | V           | V          | T          | Saldo      | Punten |
| 1       | Sovjet-Unie      | 5           | 5           | 0           | 0           | 130        | 82         | +48        | 10     |
| 2       | Joegoslavië      | 5           | 3           | 1           | 1           | 116        | 109        | +7         | 7      |
| 3       | Zweden           | 5           | 3           | 0           | 2           | 106        | 91         | +15        | 6      |
| 4       | IJsland          | 5           | 2           | 1           | 2           | 96         | 102        | -6         | 5      |
| 5       | Algerije         | 5           | 1           | 0           | 4           | 89         | 109        | -20        | 2      |
| 6       | Verenigde Staten | 5           | 0           | 0           | 5           | 81         | 125        | -44        | 0      |

| Ronde        | Datum | Lokale tijd | MEZT  | Plaats           | Land  | Score    | Land |
| ------------ | ----- | ----------- | ----- | ---------------- | ----- | -------- | ---- |
| Groepsfase   |       |             |       |                  |       |          |      |
| 20 september | 14:00 | 07:00       | Seoel | Zweden           | 21-18 | Algerije |      |
| 22 september | 18:00 | 11:00       | Seoel | IJsland          | 22-16 | Algerije |      |
| 24 september | 10:00 | 03:00       | Seoel | Joegoslavië      | 23-22 | Algerije |      |
| 26 september | 18:00 | 11:00       | Seoel | Sovjet-Unie      | 26-13 | Algerije |      |
| 28 september | 10:00 | 03:00       | Seoel | Verenigde Staten | 17-20 | Algerije |      |
| 9/10e plaats |       |             |       |                  |       |          |      |
| 30 september | 11:30 | 04:30       | Seoel | Algerije         | 15-21 | Spanje   |      |

### Judo
| Olympiër        | Discipline | Resultaat | Prestatie |
| --------------- | ---------- | --------- | --------- |
| Ali Idir        | -60kg (m)  | 14e       |           |
| Meziane Dahmani | -65kg (m)  | 34e       |           |
| Mohamed Meridja | -71kg (m)  | 19e       |           |
| Riad Chibani    | -86kg (m)  | 13e       |           |
| Boualem Miloudi | +95kg (m)  | 19e       |           |

### Tennis
| Olympiër        | Discipline | Resultaat | Prestatie                                    |
| --------------- | ---------- | --------- | -------------------------------------------- |
| Warda Bouchabou | vrouwen    | 33e       | 1e ronde: V van DEN Scheuer-Larsen: 0-6, 1-6 |

### Wielersport
| Olympiër      | Discipline       | Resultaat | Prestatie |
| ------------- | ---------------- | --------- | --------- |
| Mohamed Mir   | wegwedstrijd (m) | 39e       | 4:32.56   |
| Sebti Benzine | wegwedstrijd (m) | 95e       | 4:43.15   |

Afghanistan · Algerije · Amerikaanse Maagdeneilanden · Amerikaans-Samoa · Andorra · Angola · Antigua en Barbuda · Argentinië · Aruba · Australië · Bahama’s · Bahrein · Bangladesh · Barbados · België · Belize · Benin · Bermuda · Bhutan · Birma · Bolivia · Bondsrepubliek Duitsland · Botswana · Brazilië · Britse Maagdeneilanden · Brunei · Bulgarije · Burkina Faso · Canada · Centraal-Afrikaanse Republiek · Chili · China · Chinees Taipei · Colombia · Congo-Brazzaville · Cookeilanden · Costa Rica · Cyprus · Denemarken · Djibouti · Dominicaanse Republiek · Duitse Democratische Republiek · Ecuador · Egypte · El Salvador · Equatoriaal-Guinea · Fiji · Filipijnen · Finland · Frankrijk · Gabon · Gambia · Ghana · Grenada · Griekenland · Groot-Brittannië · Guam · Guatemala · Guinee · Guyana · Haïti · Honduras · Hongarije · Hongkong · Ierland · IJsland · India · Indonesië · Irak · Iran · Israël · Italië · Ivoorkust · Jamaica · Japan · Joegoslavië · Jordanië · Kaaimaneilanden · Kameroen · Kenia · Koeweit · Laos · Lesotho · Libanon · Liberia · Libië · Liechtenstein · Luxemburg · Malawi · Malediven · Maleisië · Mali · Malta · Marokko · Mauritanië · Mauritius · Mexico · Monaco · Mongolië · Mozambique · Nederland · Nederlandse Antillen · Nepal · Nieuw-Zeeland · Niger · Nigeria · Noord-Jemen · Noorwegen · Oeganda · Oman · Oostenrijk · Pakistan · Panama · Papoea-Nieuw-Guinea · Paraguay · Peru · Polen · Portugal · Puerto Rico · Qatar · Roemenië · Rwanda · Saint Vincent en de Grenadines · Salomonseilanden · Samoa · San Marino · Saoedi-Arabië · Senegal · Sierra Leone · Singapore · Soedan · Somalië · Sovjet-Unie · Spanje · Sri Lanka · Suriname · Swaziland · Syrië · Tanzania · Thailand · Togo · Tonga · Trinidad en Tobago · Tsjaad · Tsjecho-Slowakije · Tunesië · Turkije · Uruguay · Vanuatu · Venezuela · Verenigde Arabische Emiraten · Verenigde Staten · Vietnam · Zaïre · Zambia · Zimbabwe · Zuid-Jemen · Zuid-Korea · Zweden · Zwitserland